# Sesamia rufescens
Sesamia rufescens là một loài bướm đêm trong họ Noctuidae.